# Judrio
Der Judrio (in der Carta d’Italia 1:50 000: Fiume Iudrio, slowenisch: Idrija, venetoslowenisch: Juruda) bildet über die Hälfte seines Laufs die Grenze zwischen Italien und Slowenien. Er entspringt in den Julischen Alpen am Berg Kolovrat westlich von Tolmin in Slowenien nahe der Grenze und trennt dann als Grenzfluss die ehemalige italienische Provinz Udine vom slowenischen Gebiet. In diesem Abschnitt stimmt sein Lauf mit der italienisch-österreichischen Grenze von 1866 bis 1919 überein. In der Gemeinde Dolegna del Collio wechselt die heutige Staatsgrenze weiter nach Osten und belässt diese östlich des Judrio gelegene Gemeinde bei Italien. Der Fluss bildet von hier an bis zur Mündung in den Torre weitgehend (außer im Bereich der Orte Medea und Versa, wo diese weiter westlich verlief) die Westgrenze der ehemaligen Provinz Gorizia (Görz).

## Geschichte
Dar Grenzfluss war Kampfgebiet im Ersten Weltkrieg während der Isonzoschlachten. Während nach 1918 die italienische Ostgrenze östlich des Isonzo (Soča) verlief, wurde sie 1947 auf die frühere Grenze zurückverlegt, jedoch blieb die Gemeinde Dolegna del Collio ebenso wie das Gebiet um Görz und Cormons bei Italien.